# Taxa (razão)
Taxa é a razão ou rácio (relação)  entre duas grandezas. É expressa em valor absoluto ou em percentagem e pode referir-se a:
- Taxa de câmbio
- Taxa de compressão
- Taxa de desemprego
- Taxa de fecundidade
- Taxa de filtração glomerular
- Taxa de emigração
- Taxa de impermeabilização
- Taxa de juros
- Taxa Mínima de Atratividade
- Taxa de mortalidade
- Taxa de natalidade
- Taxa de nupcialidade
- Taxa de reação
- Taxa de transmissão